# Samuel Buchholtz
Samuel Buchholtz (* 21. September 1717 in Pritzwalk; † 29. April 1774 in Kremmen) war ein deutscher lutherischer Theologe und Historiker.

## Leben
Buchholtz war ein jüngerer Sohn des Diakon, später Archidiakons Johann (II.) Buchholtz (1682–1769) in Pritzwalk und der aus Leipzig stammenden Bürgertochter Elisabeth, geb. Hensel (1690–1747). Er wuchs im Kreis von elf Geschwistern auf, besuchte die Schulen in Pritzwalk und Wittstock/Dosse, ab 1735 Gymnasium zum Grauen Kloster in Berlin. Ab 1738 studierte er Theologie an der Universität Halle. 1744 wurde er Konrektor in Werben (Elbe), 1757–1759 Rektor der Domschule in Havelberg, 1760–1769 Oberpfarrer an der Stadtkirche St. Johannes in Lychen und danach bis zu seinem Tod Oberpfarrer an St. Nikolai in Kremmen.
Bucholtz gewann in seiner Zeit in Werben Kontakt zu Johann Joachim Winckelmann, der zu dieser Zeit Konrektor in Seehausen (Altmark) war. In diesen Kreis und die Korrespondenzen eingebunden war sein Schul- und Studienfreund aus den Zeiten in Berlin und Halle, Gottlob Burchard Genzmer, zu dieser Zeit Konrektor in Havelberg, wo auch ein Bruder von Buchholtz als Kantor tätig war. Auf Anregung von Genzmer, der bald Prinzenerzieher des herzoglichen Hauses Mecklenburg-Strelitz in Mirow wurde, verfasste Buchholtz als erstes Werk 1753 eine Geschichte des Herzogtums Mecklenburg. Nach einigen weiteren Gelegenheitsschriften wandte er sich der Geschichte Brandenburgs zu, die als Geschichte der Kurmark Brandenburg von den ältesten Zeiten bis zum Hubertusburger Frieden (6 Bände, 1765–1775) als sein Hauptwerk erschien, die letzten beiden Bände postmortem durch Johann Friedrich Heynatz herausgegeben.
Buchholtz war Beisitzer der 1766 unter dem Vorsitz von Joachim Georg Darjes gegründeten "Königlich gelehrte[n] Gesellschaft zum Nutzen der Wissenschaften und Künste" zu Frankfurt (Oder).
Der lebenslange Briefwechsel zwischen den gelehrten Freunden Buchholtz und Genzmer war nach einer Mitteilung von Heynatz in der Vorrede zum 5. Band der Geschichte der Kurmark unter dem Titel Kritische Briefe aus den Gegenden am Belt zum Druck vorgesehen, ist jedoch nie erschienen. Die Nachlässe von beiden gelten heute als verschollen.

## Schriften

Vorblatt der Geschichte des Herzogthums Mecklenburg von 1753

- Ermunterung an das Land Meklenburg zum Lobe seiner eignen Helden. Am 23. Februarii 1752 als dem Hohen Geburts-Feste des ... Fürsten und Herrn, Herrn Carl Ludwig Friedrich, Hertzogs zu Mecklenburg ... gesungen und übergeben. Berlin : Henning, [ca. 1752].
- Versuch in der Geschichte des Herzogthums Mecklenburg. Mit einer Vorrede von Angelius Johann Daniel Aepinus. Rostock, 1753. (Digitalisat)
- Pribislav. Rostock, 1754.
- Henrich Badewide und seine Nachkommen, allesamt Graven zu Ratzeburg. Rostock, bey Anton Ferdinand Röse, 1754. (Digitalisat)
- Verdientes Lob des Hohen Hauses Arnimb. Rostock : gedruckt mit Rösischen Schriften, 1754. [Gelegenheitsgedichte, v. a. auf G. D. v. ARNIM]
- Der hohen Vermählung ... Ludwigs II Herzogs zu Mecklenburg ... mit Charlotte Sophia, Herzogin zu Sachsen ... Rostock : Röse, 1755.
- Dissertation sur la Topographie ancienne de la Marche de Brandenbourg, qui a remporté le prix proposé par l'Académie pour l'année 1760. Berlin : Haude & Spener, 1764.
- Abhandlung von der Topographischen Beschaffenheit der Chur-Mark Brandenburg in den alten Zeiten, welche den von der Kön. Academie der Wissenschaften in Berlin auf das Jahr 1760 ausgesetzten Preis erhalten hat. - o. O., 1764. (Digitalisat)
- Jahrhundert der Buchholtzen zu Pritzwalck, oder Gedächtniß der ... Herren ... Buchholtzen. Berlin : Birnstiel, 1769.
- [Samuel Buchholtz]: Constantin der Große in seiner Wahren Gestalt. 1772 [auch: 1764?].
- [Samuel Buchholtz]: Rhetra und dessen Götzen. Schreiben eines Märkers an einen Mecklenburger, über die zu Prilwitz gefundenen Wendischen Alterthümer. Wismar 1773
- Versuch einer Geschichte der Churmark Brandenburg. Von der ersten Erscheinung der deutschen Sennonen an bis auf jezige Zeiten / ausgefertiget von Samuel Buchholtz. [ab Bd. 5: Hrsg. von Johann Friedrich Heynatz]. 6 Bde. Berlin, 1765–1775.

[1.] Erster Theil: Alte Geschichte. - Berlin : bey Friedrich Wilhelm Birnstiel, 1765.(Digitalisat)
[2.] Zweyter Theil: Mittlere Geschichte. - Berlin : bey Friedrich Wilhelm Birnstiel, 1765. (Digitalisat)
[3.] Dritter Theil: Neue Geschichte [T. 1/2]. - Berlin : bey Friedrich Wilhelm Birnstiel, 1767. (Digitalisat)
[4.] Vierter Band, Dritten Theils neuer Geschichte, und dessen dritten Buchs erste Regierungen. - Berlin : bey Friedrich Wilhelm Birnstiel, 1771. (Digitalisat)
[5.] Fünfter Band, welcher die Regierung des zweiten Preußischen Königs, Friedrich Wilhelm, nebst den zur ältern Geschichte noch rückständigen Urkunden enthält. - Berlin : bey G. J. Decker, 1775. (Digitalisat)
[6.] Sechster Band, welcher die Regierung Königs Friedrich II. bis auf den Hubertsburgischen Frieden und zugleich ein vollständiges Register über alle sechs Bände enthält. - Berlin : bey George Jacob Decker, 1775. (Digitalisat)